# Olympische Sommerspiele 1988/Teilnehmer (Argentinien)
| Gelbes Symbol für Goldmedaillen mit stilisierten Olympischen Ringen | Graues Symbol für Silbermedaillen mit stilisierten Olympischen Ringen | Braundes Symbol für Bronzemedaillen mit stilisierten Olympischen Ringen |
| ------------------------------------------------------------------- | --------------------------------------------------------------------- | ----------------------------------------------------------------------- |
| —                                                                   | 1                                                                     | 1                                                                       |

Argentinien nahm an den Olympischen Sommerspielen 1988 in Seoul, Südkorea, mit einer Delegation von 118 Sportlern (93 Männer und 25 Frauen) teil.

## Medaillengewinner

### Silber
| Name              | Sportart | Wettkampf      |
| ----------------- | -------- | -------------- |
| Gabriela Sabatini | Tennis   | Frauen, Einzel |

### Bronze
| Namen | Sportart   | Wettkampf        |
| --- | ---------- | ---------------- |
| Daniel Jorge Castellani, Daniel Colla, Hugo Nestor Conte, Juan Carlos Cuminetti, Esteban De Palma, Alejandro Diz, Waldo Ariel Kantor, Eduardo Esteban Martínez, Raul Nicolas Quiroga, Jon Emili Uriarte, Carlos Weber, Claudio Zulianello | Volleyball | Herrenwettbewerb |

## Teilnehmer nach Sportarten

### Bogenschießen
- Claudio Pafundi
Einzel: 75. Platz

- Ángel Bello
Einzel: 81. Platz

### Boxen
- Carlos Eluaiza
Halbfliegengewicht: 17. Platz

- Domingo Damigella
Fliegengewicht: 33. Platz

- Jorge Oscar López
Halbmittelgewicht: 32. Platz

- Juan Antonio Díaz
Schwergewicht: 9. Platz

### Fechten
- Sergio Turiace
Florett, Einzel: 39. Platz
Degen, Einzel: 57. Platz

- Rafael di Tella
Degen, Einzel: 41. Platz

### Fußball
- Herrenteam
5. Platz

- Kader
Rubén Agüero
Mauro Airez
Carlos Alfaro Moreno
Claudio Cabrera
Jorge Comas
Hernán Díaz
Néstor Fabbri
Luis Islas
Néstor Lorenzo
Mario Lucca
Carlos Alberto Mayor
Pedro Monzón
Hugo Pérez
Alejandro Ruidíaz
Alejandro Russo
Darío Siviski

### Hockey
- Herrenteam
8. Platz

- Kader
Otto Schmitt
Alejandro Siri
Miguel Altube
Marcelo Mascheroni
Marcelo Garrafo
Edgardo Pailos
Alejandro Doherty
Aldo Ayala
Carlos Geneyro
Gabriel Minadeo
Alejandro Verga
Fernando Ferrara
Emanuel Roggero
Franco Nicola
Martín Sordelli
Mariano Silva

- Frauenteam
7. Platz

- Kader
Laura Mulhall
María Colombo
Marisa López
María Alejandra Tucat
Victoria Carbó
Marcela Richezza
Gabriela Liz
Gabriela Sánchez
Moira Brinnand
Marcela Hussey
Alejandra Palma
María Bengochea
Andrea Alina Vergara
María Gabriela Pazos
Andrea Fioroni

### Judo
- Claudio Yafuso
Halbleichtgewicht: 7. Platz

- Gastón García
Halbmittelgewicht: 7. Platz

- Sandro López
Mittelgewicht: 19. Platz

### Kanu
- Atilio Vásquez
Einer-Kajak, 1000 Meter: Viertelfinale

- Gustavo Cirillo
Zweier-Kajak, 500 Meter: Viertelfinale
Vierer-Kajak, 1000 Meter: Viertelfinale

- José Luis Marello
Zweier-Kajak, 500 Meter: Viertelfinale
Vierer-Kajak, 1000 Meter: Viertelfinale

- Fernando Chaparro
Vierer-Kajak, 1000 Meter: Viertelfinale

- Norberto Méndez
Vierer-Kajak, 1000 Meter: Viertelfinale

- María Miliauro
Frauen, Einer-Kajak, 500 Meter: Halbfinale

- Corina Martín
Frauen, Zweier-Kajak, 500 Meter: Viertelfinale

- Verónica Arbo
Frauen, Zweier-Kajak, 500 Meter: Viertelfinale

### Leichtathletik
- Fernando Pastoriza
Hochsprung: 26. Platz in der Qualifikation

- Andrés Charadía
Hammerwurf: 25. Platz in der Qualifikation

### Radsport
- Gustavo Faris
Sprint: 2. Runde

- Marcelo Alexandre
1000 Meter Einzelzeitfahren: 13. Platz

- Gabriel Curuchet
4000 Meter Einzelverfolgung: Vorläufe
4000 Meter Mannschaftsverfolgung 17. Platz in der Qualifikation

- Jorge Gaday
4000 Meter Mannschaftsverfolgung 17. Platz in der Qualifikation

- Sergio Llamazares
4000 Meter Mannschaftsverfolgung 17. Platz in der Qualifikation

- Rubén Priede
4000 Meter Mannschaftsverfolgung 17. Platz in der Qualifikation

- Juan Esteban Curuchet
Punktefahren: 5. Platz

### Ringen
- Daniel Navarrete
Leichtgewicht, griechisch-römisch: Gruppenphase
Leichtgewicht, Freistil: Gruppenphase

- Daniel Iglesias
Mittelgewicht, griechisch-römisch: Gruppenphase
Mittelgewicht, Freistil: Gruppenphase

### Rudern
- Claudio Águila
Zweier ohne Steuermann: Viertelfinale

- Daniel Scuri
Zweier ohne Steuermann: Viertelfinale

- Rubén D’Andrilli
Doppelvierer: 12. Platz

- Marcelo Fernández
Doppelvierer: 12. Platz

- Sergio Fernández
Doppelvierer: 12. Platz

- Claudio Guindon
Doppelvierer: 12. Platz

### Schießen
- Lisandro Sugezky
Luftpistole: 31. Platz
Freie Pistole: 40. Platz

- Julio César Iemma
Kleinkaliber, liegend: 41. Platz

- Firmo Roberti
Skeet: 8. Platz

### Schwimmen
- Alicia María Boscatto
Frauen, 100 Meter Brust: 33. Platz
Frauen, 200 Meter Brust: 39. Platz

- Valentina Aracil
Frauen, 100 Meter Brust: 37. Platz
Frauen, 200 Meter Brust: Im Vorlauf ausgeschieden
Frauen, 200 Meter Lagen: 30. Platz
Frauen, 400 Meter Lagen: 28. Platz

### Segeln
- Carlos Irigoyen
470er: 19. Platz

- Guillermo Parada
470er: 19. Platz

- Jorge García
Windsurfen: 7. Platz

- Gonzalo Campero
Finn-Dinghy: 17. Platz

- Alberto Zanetti
Star: 16. Platz

- Julio Labandeira
Star: 16. Platz

- Diego Minguens
Tornado: 23. Platz

- Fernando García
Tornado: 23. Platz

- Pedro Ferrero
Soling: 9. Platz

- Raúl Lena
Soling: 9. Platz

- Santiago Lange
Soling: 9. Platz

### Tennis
- Martín Jaite
Einzel: 5. Platz
Doppel: 17. Platz

- Javier Frana
Einzel: 17. Platz
Doppel: 17. Platz

- Gabriela Sabatini
Frauen, Einzel: Silber 
Frauen, Doppel: 9. Platz

- Mercedes Paz
Frauen, Einzel: 17. Platz
Frauen, Doppel: 9. Platz

- Bettina Fulco
Frauen, Einzel: 33. Platz

### Tischtennis
- Hae-Ja Kim de Rimasa
Frauen, Einzel: 33. Platz

### Volleyball
- Herrenteam
Bronze

- Kader
Daniel Jorge Castellani
Daniel Colla
Hugo Nestor Conte
Juan Carlos Cuminetti
Esteban De Palma
Alejandro Diz
Waldo Ariel Kantor
Eduardo Esteban Martínez
Raul Nicolas Quiroga
Jon Emili Uriarte
Carlos Weber
Claudio Zulianello

### Wasserspringen
- Verónica Ribot
Frauen, Kunstspringen: 14. Platz in der Qualifikation
Frauen, Turmspringen: 12. Platz